# Тешнад
Тешнад (рум. Tășnad) — місто у повіті Сату-Маре в Румунії. Адміністративно місту підпорядковані такі села (дані про населення за 2002 рік):
- Блажа (241 особа)
- Валя-Морій (216 осіб)
- Раціу (38 осіб)
- Сереуад (1049 осіб)
- Чиг (489 осіб)

Місто розташоване на відстані 433 км на північний захід від Бухареста, 41 км на південний захід від Сату-Маре, 109 км на північний захід від Клуж-Напоки.

## Населення
За даними перепису населення 2002 року у місті проживали 9528 осіб.
Національний склад населення міста:
| Національність | Кількість осіб | Відсоток |
| -------------- | -------------- | -------- |
| румуни         | 5021           | 52,7%    |
| угорці         | 3580           | 37,6%    |
| цигани         | 840            | 8,8%     |
| німці          | 71             | 0,7%     |
| українці       | 11             | 0,1%     |
| словаки        | 3              | < 0,1%   |
| серби          | 1              | < 0,1%   |

Рідною мовою назвали:
| Мова       | Кількість осіб | Відсоток |
| ---------- | -------------- | -------- |
| румунська  | 5049           | 53,0%    |
| угорська   | 4152           | 43,6%    |
| циганська  | 299            | 3,1%     |
| німецька   | 23             | 0,2%     |
| українська | 4              | < 0,1%   |
| сербська   | 1              | < 0,1%   |

Склад населення міста за віросповіданням:
| Релігія                                       | Кількість осіб | Відсоток |
| --------------------------------------------- | -------------- | -------- |
| православні                                   | 4899           | 51,4%    |
| реформати                                     | 2400           | 25,2%    |
| римо-католики                                 | 1820           | 19,1%    |
| греко-католики                                | 284            | 3,0%     |
| баптисти                                      | 27             | 0,3%     |
| п'ятдесятники                                 | 19             | 0,2%     |
| адвентисти                                    | 10             | 0,1%     |
| не релігійні                                  | 7              | 0,1%     |
| бретрени                                      | 6              | 0,1%     |
| атеїсти                                       | 2              | < 0,1%   |
| унітарії                                      | 1              | < 0,1%   |
| лютерани (Синодально-пресвітеріанська церква) | 1              | < 0,1%   |
| не вказали релігію                            | 3              | < 0,1%   |

## Зовнішні посилання
- Дані про місто Тешнад на сайті Ghidul Primăriilor